# هايلي سكوايرز
هايلي سكوايرز هي ممثلة إنجليزية ولدت في 16 أبريل 1988.

## روابط خارجية
- هايلي سكوايرز على موقع IMDb (الإنجليزية)
- هايلي سكوايرز على موقع ألو سيني (الفرنسية)
- هايلي سكوايرز على موقع قاعدة بيانات الفيلم (الإنجليزية)